# Armada de Polonia
La Armada de la República de Polonia (en polaco: Marynarka Wojenna Rzeczypospolitej Polskiej) es la rama marítima de las Fuerzas Militares de Polonia. Su base principal está ubicada en el puerto de la ciudad de Gdynia. Dispone de 80 barcos (incluidos 5 submarinos, 2 fragatas, 3 corbetas, 3 lanchas misileras - en el año 2008) y cerca de 14 300 personas entre personal de carrera y conscriptos. El buque insignia de la armada es uno de la clase ORP (en polaco: Okręt Rzeczypospolitej Polskiej - llamado "Buque de la República de Polonia"). La Armada de Polonia es una de las más grandes en el Mar Báltico, siendo incluso la mayor responsable por ciertas operaciones en el mar Báltico. Otras de sus asignaciones incluyen las de búsqueda y los rescates que cubren su parte sobre el Báltico, así como las investigaciones hidrográficas y las mediciones en la misma circunscripción.
Recientemente la armada de Polonia ha tomado una tarea internacional más significativa, al ser parte de la invasión a Irak en el 2003, específicamente al proveer de apoyo y soporte logístico a las unidades que lo soliciten en caso de emergencia por parte de la unidades de la armada norteamericana.

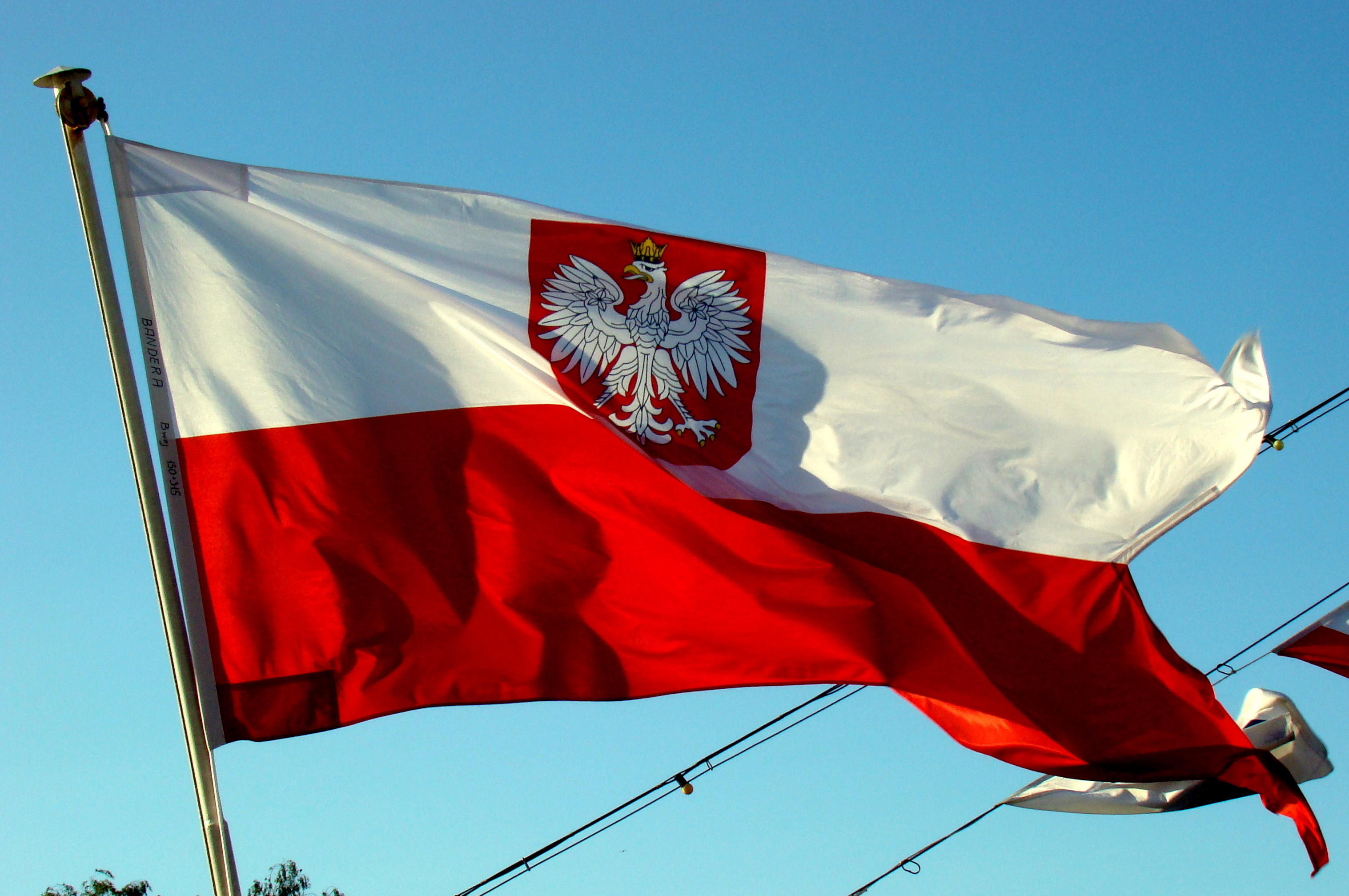
Pabellón naval de Polonia.

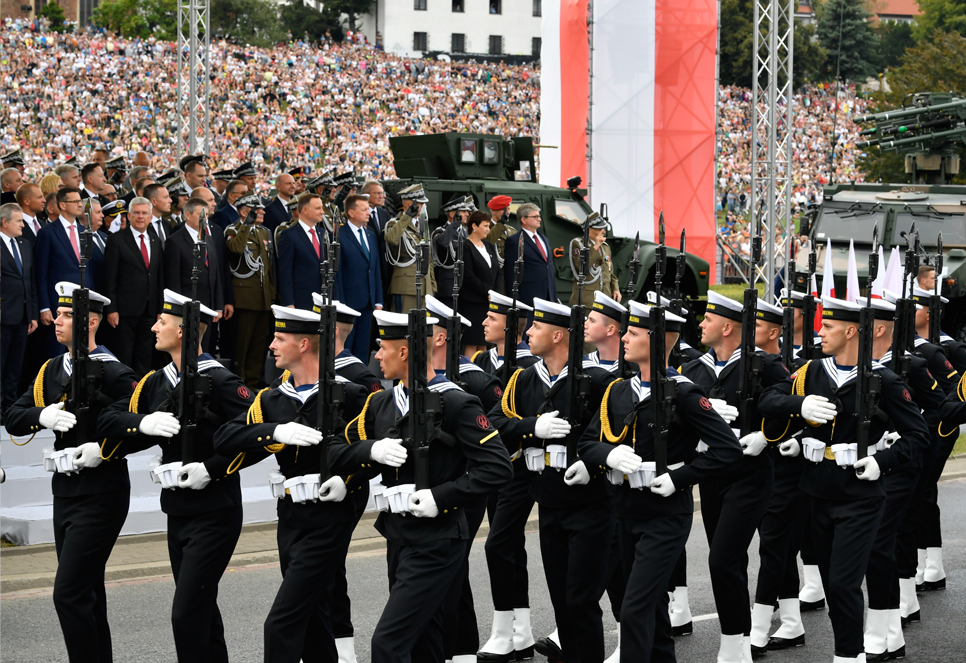
Marineros de la Armada de Polonia.

## Historia

### Inicios
Los orígenes de la armada polaca se remontan al año 1463 cuando una armada improvisada venció a la armada de la Orden Teutónica en la. Un siglo después.
La marina de guerra polaca tiene sus raíces en los buques de guerra que se utilizaron en gran medida de los principales ríos de Polonia en la defensa del comercio y el comercio. Durante la Guerra de los Trece Años (1454-1466); que fuera fundada por el rey Segismundo II, llamándola "La Armada de los Defensores del Mar", esta pequeña fuerza de navíos del interior por primera vez vio un combate real en el mar abierto. En la batalla de la laguna del Vístula, una flota corsaria de Polonia derrotó a la Armada de los caballeros teutones y con ello se aseguró definitivamente un acceso seguro y permanente para Polonia al Mar Báltico. Con la firma del Acuerdo de Paz de Thorn por segunda vez en 1466, Polonia ya había adquirido una ciudad estratégica y un puerto al recibir a la ciudad de Danzig (Gdansk), y con ella los medios de mantener una gran flota en el Báltico. En 1561, después de una victoria sobre las fuerzas navales de Rusia en el Mar Báltico, la Armada de Polonia adquirió un segundo puerto clave en Riga, en la Letonia de hoy día.
La victoria más celebrada de la Armada de la Mancomunidad Lituano-polaca fue la Batalla de Oliwa en 1627 contra Suecia, durante la guerra polaco-sueca. La victoria sobre Suecia le había garantizado el acceso permanente a Polonia al Océano Atlántico, y sentó las bases para las expediciones más allá de Europa. Alrededor de este tiempo la necesidad de una fuerza naval permanente fue reconocida por el rey Segismundo Augusto, y la Comisión de barcos reales (en polaco: Komisja Okrętów Królewskich) fue creada en 1625 para tal fin. Esta comisión, junto con la asignación definitiva de fondos por parte del Sejm en 1637, creó una Armada de guerra permanente para la Mancomunidad. Sin embargo, el apoyo a esta armada era débil y en gran parte se marchitó en la década de 1650.
El Ducado de Curlandia, en el momento en un feudo de la mancomunidad polaco-lituana; había logrado crear una Armada fuerte, y establecieron colonias en las Islas de Trinidad y Tobago en las Indias Occidentales (a la que llamaron Nueva Curlandia) y en el estuario del río Gambia.
La Mancomunidad polaco-lituana, aunque fuera la fuerza dominante en Europa Central y Oriental durante los siglos XVI-XVIII, nunca desarrolló una Armada de guerra a todo su potencial posible. La pequeña costa de Polonia y el limitado acceso al Atlántico nunca le permitieron una acumulación masiva de riquezas con lo que se hubieran creado unas fuerzas navales efectivas, sobre todo, que estuvieran a cierto nivel de las potencias coloniales de la época como Inglaterra y Francia. La repartición de Polonia a finales del siglo XVIII trajo consigo el fin de la Armada de Polonia independiente.

### SigloXX
Después de la Primera Guerra Mundial, y la fundación de la segunda república el 28 de noviembre de 1918, por orden del primer mandatario Józef Pilsudski, también comandante de las Fuerzas Armadas de Polonia, se fundó la Armada de Guerra de la Polonia moderna. El mando de la fuerza naval fue puesto bajo el cargo del capitán Bogumil Nowotny; quien fuera su primer jefe. Los primeros barcos fueron adquiridos de una división de la Marina Imperial Alemana (debido a la política de Gran Bretaña, que debiera limitarse a una muy pequeña fuerza), se limitó a seis torpederos inicialmente.
En los años 1920 y 1930 la Armada de Polonia se sometería a un programa de modernización bajo la dirección del vicealmirante Jerzy Swirski (Jefe del Estado Mayor Naval) y el contralmirante Józef Unrug (Comandante Operativo de la flota). Un número de buques modernos fueron encargados en Francia, Países Bajos y el Reino Unido para la modernización. A pesar de los ambiciosos planes (incluidos dos cruceros y doce destructores), las limitaciones presupuestarias sobre el gobierno de la Gran Depresión nunca le permitieron a la Armada el expandirse más allá y dejar de ser tan solo una pequeña fuerza en el mar Báltico. La construcción de uno de los submarinos -el Orzel-, fue incluso parcialmente financiada gracias a una colecta pública de fondos para dicha causa. Uno de los objetivos principales de la Armada de Polonia era la de proteger la costa de Polonia frente a un posible ataque de la recientemente creada flota soviética del Báltico, por lo tanto, el hacer énfasis en submarinos rápidos, fuertes y destructores y dragaminas fue el objetivo principal en dicha época.

#### La Armada de Polonia y la Segunda Guerra Mundial
En septiembre de 1939 la Armada polaca constaba de tan solo de cinco submarinos, 4 destructores, un buque minador, y varias pequeñas embarcaciones de apoyo, así como de algunos dragaminas. Esta fuerza era muy pequeña para afrontar cualquier agresión de la Kriegsmarine; que era mucho más dotada y más grande, y por lo tanto una estrategia de acoso y de la participación indirecta se implementó dado la posible guerra que se venía haciendo a Polonia como nación. Durante la invasión de Polonia de 1939, la Armada no fue capaz de detener a la Kriegsmarine, que fuera asistida desde luego por la Luftwaffe, aplastando con ello casi cualquier intento de defensa posible en la sección costera de la recientemente creada Polonia. Para esa entonces algunos buques lograron escapar a las costas y bases del Reino Unido, desde donde lucharon contra Alemania en el transcurso de la Segunda Guerra Mundial.

#### Después de la Segunda Guerra Mundial, durante el comunismo
Después de la guerra algunos buques, como el ORP Błyskawica, volvieron a Polonia, y para el 7 de julio de 1945, el recientemente creado gobierno; que fuera impuesto por los soviéticos, el gobierno comunista resucitó la Armada de Polonia, y le asignarían su base y sede principal en el puerto de Gdynia. Durante la época comunista, la Armada de Polonia experimentó una gran acumulación, incluyendo el desarrollo de una fuerza anfibia separada, dándole su origen a la Infantería de Marina de Polonia. La Armada también adquirió una serie de buques y submarinos de fabricación soviética, incluidos dos destructores, dos destructores con misiles, 13 submarinos y 17 lanchas misileras. Entre estos navíos se encontraba el submarino Orzel, de la clase Kilo soviética, y una modificación del Destructor de la clase Kashin, el destructor con misiles Varsovia (en polaco: Warszawa). Los astilleros en Polonia producían naves artesanales de aterrizaje en su mayoría, aparte de dragaminas y buques auxiliares. La función principal dentro del recientemente creado Pacto de Varsovia era que la Armada de Polonia controlaría el acceso al Mar Báltico, así como las operaciones anfibias a lo largo de toda la costa del Báltico frente a un posible ataque de las fuerzas de la OTAN en las fronteras de Dinamarca y Alemania, como parte de la defensa de los intereses soviéticos en esa área marina.

### Después del comunismo
Al colapso de la Unión Soviética, le siguió la disolución del Pacto de Varsovia, y junto con la caída del comunismo; y así mismo se terminó la postura defensiva de la Armada de Polonia. Con la entrada de Polonia en la Organización del Tratado del Atlántico Norte se ha cambiado en gran medida la mentalidad, la estructura y el papel de la Armada de Polonia. Anteriormente, la mayoría del Alto Mando Naval se ocupaba de la planificación y de la defensa costera, así como de las operaciones en el Mar Báltico, con la adhesión a la OTAN; esta mentalidad se ha cambiado a la actual que es la de integración en un mando conjunto las operaciones locales a la cooperación con las labores internacionales en caso de guerra, y la prevención de los asaltos a buques de sus aliados en aguas internacionales. La atención hoy día se centra en la expansión de las capacidades operativas navales bajo superficie, y en la creación de una fuerza de submarinos de gran tamaño. Para facilitar estos cambios, la República de Polonia ha emprendido una serie de programas de modernización dirigidas a la creación de una fuerza capaz de proyectar su poder en todo el mundo. Esto incluye una serie de adquisiciones en el extranjero, incluyendo la adquisición de cuatro submarinos de la Clase Kobben de Noruega, y de dos fragatas de la Clase Oliver Hazard Perry de los arsenales de los Estados Unidos. La Armada de Polonia también dispone en la actualidad de un submarino de la clase Kilo (el Orzel). La aviación naval también ha sido actualizada mediante la compra de una serie de helicópteros SH-2G Super Seasprite. Es muy apreciado en esta la operación del Comando de buzos Formoza, dada su gran operatividad y profesionalismo en operaciones de búsqueda y rescate en donde sean éstos servicio requeridos.
La Armada de Polonia ha participado a su vez en numerosas operaciones de la fuerza conjunta de la OTAN cuando le es requerido. En 1999, la base naval de Gdynia se convirtió en la base de todas las fuerzas submarinas de la OTAN en el Báltico, pasando a ser denominada "Base de Mando Cooperativo Poseidón". Ese mismo año las maniobras conjuntas polaco-estadounidense de entrenamiento submarino tuvieron su sede en el marco de la Operación de nombre clave "Marsopa del Báltico", y por primera vez se utilizó el puerto de Gdynia con el carácter de Base de Operaciones de una fuerza militar multinacional.

#### Actualidad y planes de modernización (2018)
La Armada de Polonia pasa por un proceso de modernización total, aunque con un presupuesto limitado; ya que el presupuesto de gastos no pasa de los 5 mil millones de zlotys (presupuestados entre 2010-2018). Con ello las cancelaciones de proyectos, las limitaciones, así como importantes retrasos de tiempo a varios proyectos, así como en un principio un presupuesto de 9000 millones de złotys del rubro de gastos preasignados inicialmente ya habían hecho pedidos previstos para cubrir con el rubro inicialmente asignado y que han causado los problemas anteriormente relatados. Sin embargo, la Armada ya ha adquirido algunos sistemas de misiles de un fabricante sueco de la referencia RBS-15 Mk3. y buques de ataque con misiles provenientes de Noruega para las flotillas y unidades de defensa costera. Se ha previsto reforzar la flota de la Armada con nuevos helicópteros en torno a siete unidades para misiones ASW y SAR desde 2013, retirando en favor de ellos a los ya desfazados modelos de procedencia soviética. La orden original por siete corbetas de la clase Gawron se ha visto reducida a tan solo dos unidades, dado que se ha previsto la construcción de tres naves de la clase Kormoran y de 2 de la clase dragaminas en su lugar. Mientras tanto, en una operación de reducción de costos, los servicios de vasos se someterán a su respectiva actualización y revisión con el fin de mantener en modo óptimo su estado de funcionamiento. Las preocupaciones han aumentado en la Armada de Polonia, a medida que los barcos están siendo retirados del servicio sin haber sido reemplazado prontamente, originando una falencia seria en su operatividad.

## Misión y organización
La Armada de la República de Polonia se organiza en 2 flotillas separadas, y una Brigada de Aviación Naval. En adición a esto, la Armada de la República de Polonia aporta con cerca de 40 buques sus fuerzas a ciertas misiones dentro de las Fuerzas de Reacción Rápida de la OTAN, designadas como una fuerza de proyección y respuesta a conflictos en el mundo entero.
La división estructural de la Armada y sus bases se encuentran segmentadas en la siguiente forma:
- 3ra Flotilla (con base en Gdynia).
- 8va Flotilla de Defensa Costera (con base en Świnoujście).
- 1ra Brigada de Aviación Naval (con base en Gdynia).

La misión principal de la Armada de Polonia es la de defender a Polonia en su extensión costera y sus aguas territoriales de cualquier clase de amenaza y/o ataque, así como a su faja costera, y los intereses navales de Polonia en dichas aguas y territorios. Los roles secundarios incluyen el soporte a las embarcaciones y las tripulaciones de las flotas aliadas, así como en las operaciones desplegadas por parte de la OTAN, como en el Medio Oriente; y las operaciones de búsqueda y rescate en el mar Báltico.

## Buques
| Nombre | Foto | Tipo                            | Clase                | País                                    | En servicio desde              | Desplazamiento |
| --- | ---- | ------------------------------- | -------------------- | --------------------------------------- | ------------------------------ | -------------- |
| ORP Gen. K. Pułaski |      | fragata                         | Oliver Hazard Perry  | Estados Unidos                          | 2000                           | 3650           |
| ORP Gen. T. Kościuszko |      | fragata                         | Oliver Hazard Perry  | Estados Unidos                          | 2002                           | 3650           |
| ORP Kaszub |      | corbeta                         | Proyecto 620         | Polonia                                 | 1987                           | 1183           |
| ORP Ślązak |      | patrullero                      | Proyecto 621         | Polonia                                 | 2019                           | 2200           |
| ORP Orkan |      | barco lanzamisiles              | Proyecto 660         | República Democrática Alemana · Polonia | 1992                           | 369            |
| ORP Piorun |      | barco lanzamisiles              | Proyecto 660         | República Democrática Alemana · Polonia | 1994                           | 369            |
| ORP Grom |      | barco lanzamisiles              | Proyecto 660         | República Democrática Alemana · Polonia | 1995                           | 369            |
| ORP Orzeł |      | submarino                       | Kilo (proyecto 877E) | Unión Soviética                         | 1986                           | 2460 / 3180    |
| ORP Kormoran |      | cazaminas                       | Proyecto 258         | Polonia                                 | 2017                           | 830            |
| ORP Albatros |      | cazaminas                       | Proyecto 258         | Polonia                                 | 2022                           | 830            |
| ORP Mewa |      | cazaminas                       | Proyecto 258         | Polonia                                 | 2023                           | 830            |
| ORP Gopło, Gardno, Bukowo, Dąbie, Jamno, Mielno, Wicko, Resko, Sarbsko, Necko, Nakło, Drużno, Hańcza, Mamry, Wigry, Śniardwy, Wdzydze |      | dragaminas                      | Proyecto 207         | Polonia                                 | 1981 y después                 | 217            |
| ORP Lublin, Gniezno, Kraków, Poznań, Toruń                                                                                            |      | buque de asalto anfibio/minador | Lublin               | Polonia                                 |                                | 1675           |
| ORP Bałtyk |      | petrolero de armada             |                      | Polonia                                 | 1991                           | 2984           |
| ORP Błyskawica - museo |      | destructor                      | Grom                 | Reino Unido                             | 1937-1975, un museo desde 1976 | 2400           |

### Aviones y helicópteros
| Aeronave              | Foto    | Origen          | Tipo                                                                               | Versiones                             | En servicio |
| Aviones               | Aviones | Aviones         | Aviones                                                                            | Aviones                               | Aviones     |
| --------------------- | ------- | --------------- | ---------------------------------------------------------------------------------- | ------------------------------------- | ----------- |
| PZL Mielec M28 Bryza  |         | Polonia         | avión de transporte avión de supervisión ecológica avión de patrulla antisubmarina | Bryza 1TD Bryza 1E Bryza 1R / 1RM bis | 4 2 8       |
| Helicópteros          |         |                 |                                                                                    |                                       |             |
| AW-101                |         | Reino Unido     | helicóptero antisubmarino helicóptero CSAR                                         |                                       | 4           |
| Mi-14                 |         | Unión Soviética | helicóptero antisubmarino helicóptero SAR                                          | Mi-14PŁ Mi-14PŁ/R                     | 8 2         |
| SH-2G Super Seasprite |         | Estados Unidos  | helicóptero antisubmarino                                                          |                                       | 4           |
| W-3 Anakonda          |         | Polonia         | helicóptero SAR                                                                    | W-3WARM                               | 8           |
| Mi-2                  |         | Polonia         | helicóptero de entrenamiento y transporte                                          | Mi-2R Mi-2D                           | 1 3         |